# Lantibiotika
Lantibiotika sind eine Gruppe antibakteriell wirkender Proteine (Peptid-Antibiotika), die nach der Aminosäure Lanthionin benannt sind. Man unterscheidet nach Struktur und Wirkungsmechanismus Typ-A-Lantibiotika mit langen, gering verbrückten Ketten von Typ-B-Lantibiotika mit kugelförmigen Molekülen. Der Anwendungsbereich liegt neben der Behandlung von Infektionen auch auf physiologisch abbaubaren Konservierungsmitteln und Stoffen gegen Zahnplaque und Akne. Bereits jetzt ist mit Nisin (E234) ein Lantibiotikum als Lebensmittelzusatzstoff zugelassen.
Weitere Beispiele für Lantibiotika sind Mersacidin, das für den Aufbau der Bakterienzellwand erforderliche Reaktion enzymatisch unterbricht. Es wirkt nahezu ausschließlich gegen Staphylokokken. Es ist therapeutisch wirksamer als Vancomycin und gilt als Hoffnungsträger gegen Antibiotikaresistenzen.